# Ôdâĸ
Ôdâĸ (orthografisch korrekt eigentlich Ûtâĸ, nach neuer Rechtschreibung Oodaaq bzw. Uutaaq; * um 1880; † 1955 in Qaanaaq) war ein grönländischer Inuk (Inughuaq), der 1909 zusammen mit Robert Edwin Peary vermutlich als erstes den Nordpol erreichte.

## Leben

### Herkunft
Ôdâĸ wurde in vorhistorischer Zeit geboren, sodass sein Geburtsjahr und Alter unbekannt sind. Seine Mutter war Ítugssârssuaĸ (um 1855–1939), die zusammen mit ihren Eltern mit Qillarsuaq, dem Schwager ihres Großvaters Piuaitsoĸ, von Kanada nach Grönland gekommen war. Sie hatte berichtet, dass sie ihren Sohn auf der Reise dabei hatte, wonach Ôdâĸ um 1875 geboren wäre. Zudem soll er zum Zeitpunkt seines Todes etwa 80 Jahre alt gewesen sein. Dagegen spricht, dass es heißt, dass seine Mutter erst nach der Ankunft in Grönland den Inughuaq Ingâpaluk geheiratet hatte, mit dem sie sechs Kinder bekam, darunter Ôdâĸ. Möglicherweise wurde er auch erst Ende der 1880er Jahre geboren und war zum Zeitpunkt seines Todes somit erst knapp 70 Jahre alt.
Ôdâĸ wurde erst 1925 zusammen mit seiner Familie getauft, also seiner Frau Kujapínguaĸ Inugtaĸ Mánik (um 1890–?) und seinen drei Söhnen Kûtsiakitsoĸ K'umangâpik (1903–1979), verheiratet mit Natuk (1908–1971), einer Schwester von Inuutersuaq Ulloriaq (1906–1986), Masauna Inûteĸ (1906–1929) und Iggiánguaĸ Ere Patdlipaluk Ungâĸ (1919–?).

### Nordpolexpeditionen
Er nahm 1907 an Pearys Reiseversuch zum Nordpol teil. Sie waren mit knapp einem Dutzend Personen unterwegs, aber es war eine beschwerliche Reise und bald neigte sich der Proviant dem Ende. Sie brachen die Expedition ab und kehrten um. Auf dem Rückweg mussten sie alle ihre Hunde essen, um nicht zu verhungern. Mit letzten Kräften erreichten sie das grönländische Festland, wo sie mehrere Moschusochsen fingen, um wieder Nahrung zu haben. Ôdâĸ war auf dieser Reise gewissermaßen Pearys Reserveführer. Später begegneten sie zwei anderen Grönländern und einem Europäer, die nach ihnen suchten. Sie waren mit drei Hunden unterwegs. Irgendwann ging erneut das Essen aus und auch diese Hunde mussten gegessen werden. Letztlich gelang es allen zurückzukommen, auch wenn die Expedition gescheitert war. Andere erzählten, dass ohne Ôdâĸs Führung die Teilnehmer wohl gestorben wären.
Der nächste Versuch fand 1909 unter ähnlichen Bedingungen statt. Dieses Mal waren weniger Expeditionsteilnehmer dabei: Peary (Piulersuaq) und sein afroamerikanischer Kollege Matthew Henson (Maripaluk) sowie als Führer der Inughuit Ôdâĸ, sein Bruder Iggiánguaĸ sowie die Männer Uvkujâĸ und Sigdluk. Ôdâĸ zufolge gelang es, am 6. April 1909 den Nordpol zu erreichen. Den Erzählungen von Ítukusuk und Âpilaĸ zufolge, die im Vorjahr Frederick Cook begleiteten, war diesem das nicht gelungen. Bei dieser Expedition bestand ein Rettungsteam aus dem US-Amerikaner Ross G. Marvin, Iggiánguaĸs Schwager Inukitsupaluk (1890–1967) (dem Großvater von Ûssarĸak K'ujaukitsoĸ) und dessen Cousin K'itdlugtôĸ (um 1887–1932) (dessen Frau Arnaluaĸ Ôdâĸs Nichte war). Während der Expedition wurde Marvin von K'itdlugtôĸ ermordet.

### Spätere Jahre
Ôdâĸ war ein traditioneller Jäger, der für die Jagd regelmäßig bis nach Ellesmere Island zog. Er lebte in Uummannaq (Dundas), bevor die Bewohner 1953 zwangsumgesiedelt wurden. Der alte und schwache Ôdâĸ wurde auf dem Schlitten seines Sohns nach Qaanaaq gebracht.
Ôdâĸ war für seine Leistungen in Grönland und in den USA sehr angesehen. Er wurde Mitglied eines Abenteurerklubs, der ihn regelmäßig nach New York City einlud, was Ôdâĸ jedoch nie wahrnahm. Er erhielt vom dänischen König eine Verdienstmedaille. Schließlich starb er 1955 im Krankenhaus von Qaanaaq an einer Grippe. Nach ihm ist die Insel Oodaap Qeqertaa benannt.